# 大塩別所ランプ
大塩別所ランプ（おおしおべっしょランプ）は、兵庫県姫路市にある播但連絡道路の姫路JCTに併設されたランプ。福崎IC、和田山IC方面の出入口が設置されているハーフICである。

## 接続する道路
- 兵庫県道399号大塩別所線

## 隣
E95 播但連絡道路
姫路JCT - (1) 大塩別所ランプ  - (2) 花田IC/TB